# Монтичело (Ню Йорк)
Монтичело (на английски: Monticello) е село в щата Ню Йорк, Съединени американски щати, административен център на окръг Съливан.
Основано е през 1804 г. Наименувано е на Монтичело – известното имение на Томас Джеферсън. Населението му е 6464 души (по приблизителна оценка от юли 2017 г.).
В Монтичело е роден полицаят Стенли Финч (1872 – 1951).